# Utetes postaxillaris
Utetes postaxillaris är en stekelart som först beskrevs av Fischer 2000.  Utetes postaxillaris ingår i släktet Utetes och familjen bracksteklar. Inga underarter finns listade i Catalogue of Life.